# Aed mac Donn Ó Sochlachain
Aed mac Donn Ó Sochlachain (? - 1226) fue un Erenagh de Cong y músico irlandés.
Ó Sochlachain fue uno de los primeros músicos irlandeses descritos en los anales irlandeses, denotando el respeto que la profesión había adquirido en generaciones recientes. Los Anales de Connacht lo describen de la siguiente manera:

erenagh of Cong, a man eminent for chanting and for the right tuning of harps and for having made an instrument for himself which none had made before, distinguished also in every art such as poetry, engraving and writing and in every skilled occupation, died this year.
erenagh de Cong, un eminente hombre del canto y de la afinación correcta del arpa que hizo un instrumento para él mismo que nadie había hecho antes, distinguido también en el arte de la poesía, grabado y escritura, y en toda ocupación especializada, murió este año.